# ایکس از فضا
ایکس از فضا (انگلیسی: The X from Outer Space) یک فیلم علمی تخیلی کایجو محصول ۱۹۶۷ است که توسط کازویی نیهونماتسو کارگردانی شد و ایجی اوکادا و توشیا وازاکی در آن حضور دارند.